# Kryspin
Kryspin – imię męskie pochodzenia łacińskiego, pierwotnie stanowiące zdrobnienie od łac. imienia męskiego Crispus, które powstało z przymiotnika oznaczającego „kędzierzawy”. Kryspin po raz pierwszy został poświadczony w Polsce w 1226 roku, w formach Krzyszpin i Kryspin. Możliwe staropolskie zdrobnienia to: Krzysz, Krzysza, Krzyszcz, Krzyszczek, Krzyszczko, Krzyszczk, Krzyszek, Krzyszka, Krzyszko, Krzyszna, Krzych, Krzychna.
Istnieje ośmiu świętych katolickich o tym imieniu.
Żeński odpowiednik: Kryspina

## Odpowiedniki w innych językach
- łacina – Crispinus
- język włoski – Crispino
- język niemiecki – Crispin, Crispinus, Krispin
- język angielski – Crispin
- język francuski – Crispin, Crépin
- język hiszpański – Crispin

## Kryspinimieninyobchodzi
- 7 stycznia, jako wspomnienie św. Kryspina, biskupa Pawii,
- 19 maja, jako wspomnienie św. Kryspina z Viterbo,
- 25 października, jako wspomnienie św. Kryspina, wspominanego razem ze św. św. Kryspinianem,
- 19 listopada, jako wspomnienie bł. Kryspina, biskupa,
- 3 grudnia, jako wspomnienie św. Kryspina, wspominanego razem ze śwśw. Klaudiuszem, Janem, Maginą i Stefanem[4],
- 5 grudnia, jako wspomnienie św. Kryspina, wspominanego razem ze śwśw. Juliuszem, Potamią, Feliksem i Gratusem.

## Znane osoby noszące imię Kryspin
- Kryspin i Kryspinian (zm. ok. 286) – święci katoliccy i prawosławni
- Kryspin z Viterbo (1668–1750) – włoski kapucyn, święty Kościoła katolickiego
- Kryspin Cieszkowski (1730–1792) – biskup rzymskokatolicki, biskup pomocniczy lwowski w latach 1772–1792
- Crispin Glover (ur. 1964) – aktor, malarz, muzyk i kolekcjoner amerykański
- Crispin Lipscomb (ur. 1979) – kanadyjski snowboardzista
- Andrzej Kryspin Babuchowski (ur. 1949) – wykładowca akademicki, były wiceminister rolnictwa
- Michał Kryspin Pawlikowski (1893–1972) – polski pisarz emigracyjny
- Miguel Tiago Crispim Rosado (ur. 1979) – portugalski polityk, od 2005 poseł do Zgromadzenia Republiki
- Kryspin Dworak (ur. 1969) – polski dziennikarz sportowy
- Kryspin Dubiel (ur. 1973) – polski duchowny katolicki, arcybiskup (nominat), nuncjusz apostolski w Angoli.